# Mauzoleum Mao Zedonga
Mauzoleum Mao Zedonga (także: Miejsce Pamięci Przewodniczącego Mao, chiń. upr. 毛主席纪念堂; chiń. trad. 毛主席紀念堂; pinyin Máo Zhŭxí Jìniàntáng) – monumentalna budowla znajdująca się na placu Niebiańskiego Spokoju w Pekinie, będąca ostatecznym miejscem pochówku Mao Zedonga, przywódcy Chińskiej Republiki Ludowej. Ciało przewodniczącego zostało zabalsamowane (wbrew życzeniom samego Mao, który chciał po śmierci zostać skremowany). Znajduje się w szklanej gablocie z przyciemnionym oświetleniem. Trzymana jest nad nimi honorowa warta wojskowa. Mauzoleum jest otwarte dla zwiedzających codziennie, oprócz poniedziałków.

## Historia
Budowę mauzoleum rozpoczęto 14 listopada 1976. Do użytku oddane zostało natomiast 14 maja 1977. Budynek wznosi się na miejscu dawnej bramy Zhonghuamen. Nadzór nad projektem sprawował ówczesny przewodniczący Komunistycznej Partii Chin, Hua Guofeng.
Budowla ma kształt kwadratu i znajduje się na dwóch platformach, otoczona marmurowymi balustradami. Dach mauzoleum jest podwójny i opiera się na 44 granitowych słupach. W głównym holu budynku znajduje się zabalsamowane ciało Mao Zedonga umieszczone w szklanej gablocie na postumencie z czarnego marmuru. Wewnątrz budynku znajduje się także trzymetrowy posąg przewodniczącego zasiadającego w fotelu.
Po rozpoczęciu reform w Chinach w 1978 uznano, że budowa Mauzoleum była błędem, nie podjęto jednak decyzji o jego usunięciu, uznając taki krok za bezcelowy i niekonieczny.
W 1997 mauzoleum zostało zamknięte z powodu remontu na okres dziewięciu miesięcy. Otwarto je ponownie 6 stycznia 1998.

## Wizyty

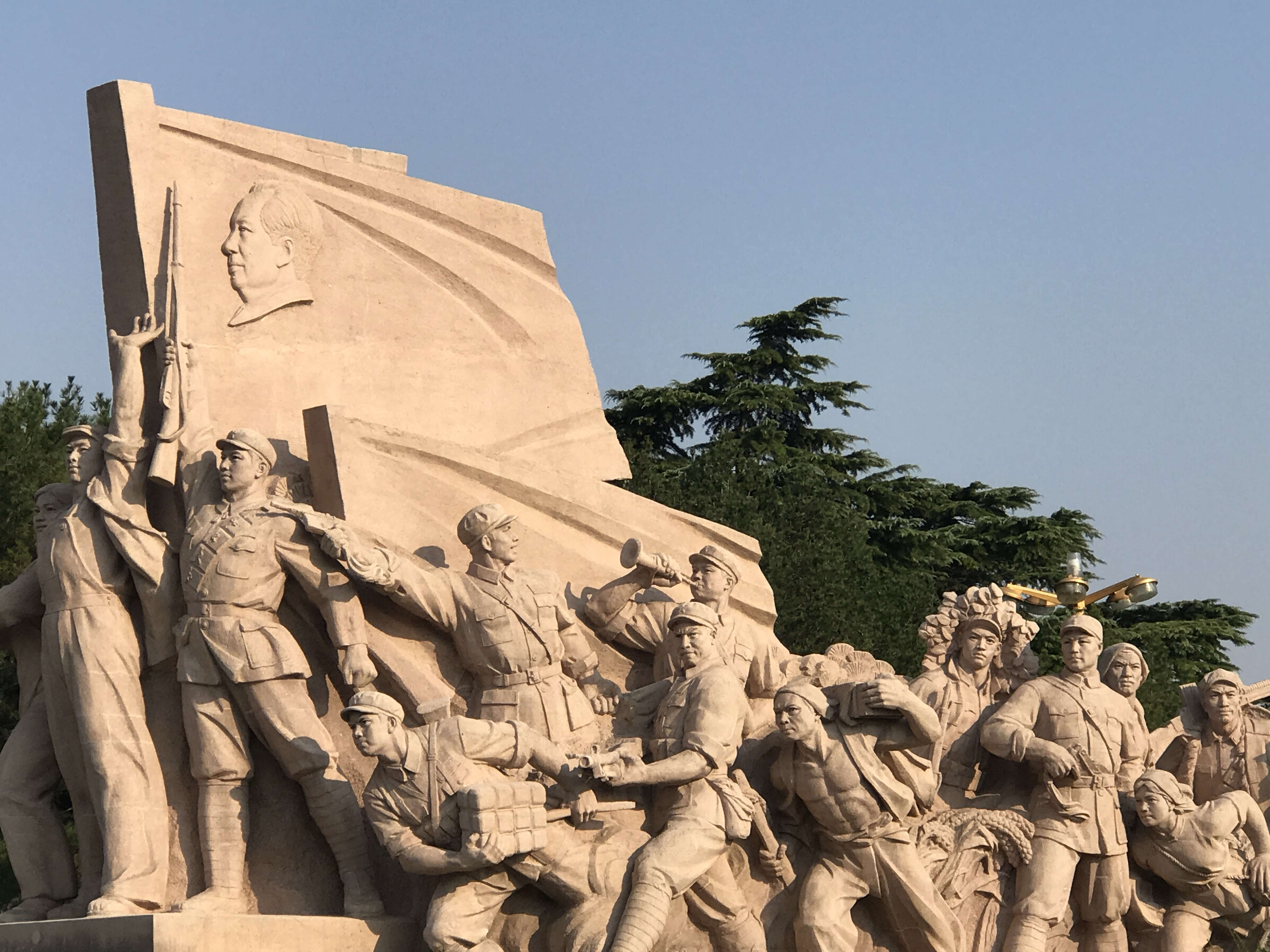
Jedna z rzeźb znajdujących się w pobliżu mauzoleum

Dziś mauzoleum pozostaje popularnym celem wizyt w Pekinie. Podczas swoich podróży do Chińskiej Republiki Ludowej odwiedzili je m.in. kubański przywódca Fidel Castro i prezydent Wenezueli Nicolas Maduro.
29 września 2019 Xi Jinping wraz z innymi członkami Biura Politycznego Komunistycznej Partii Chin złożył wizytę w Sali Pamięci Przewodniczącego Mao na terenie mauzoleum. Miało to związek z obchodami 70. rocznicy powstania Chińskiej Republiki Ludowej.